# Takasagoagonum
Takasagoagonum is een geslacht van kevers uit de familie van de loopkevers (Carabidae). De wetenschappelijke naam van het geslacht is voor het eerst geldig gepubliceerd in 1977 door Akinobu Habu.

## Soorten
Het geslacht Takasagoagonum is monotypisch en omvat slechts de volgende soort:
- Takasagoagonum scotus Habu, 1977